# Samokov
Samokov (Bulgaars: Самоков) is een stad gelegen in de Bulgaarse  oblast Sofia. De stad Samokov is ook het administratieve centrum van de gelijknamige gemeente. De stad ligt ongeveer 60 km ten zuiden van Sofia.

## Geografie
De gemeente Samokov ligt in het zuiden van de oblast Sofia.  Met een oppervlakte van 1209,859 km2, oftewel 17,09% van het totale grondgebied van de oblast, is Samokov de grootste gemeente van de 22 gemeenten. De gemeente Samokov is de op drie na grootste gemeente van Bulgarije: alleen Sliven, Sofia en Dobritsjka zijn groter. De grenzen zijn als volgt:
- in het noordoosten: gemeente Ichtiman;
- in het oosten: gemeenten Kostenets en Dolna Banja;
- in het zuiden: gemeente Jakoroeda en gemeente Belitsa, oblast Blagoëvgrad;
- in het zuidwesten: gemeente Rila, oblast Kjoestendil;
- in het westen: gemeenten Doepnitsa en Sapareva Banja, oblast Kjoestendil;
- in het noordwesten: gemeenten Radomir en Pernik, oblast Pernik;
- in het noorden: de hoofdstad Sofia.

## Bevolking
In 1934 registreerde de stad Samokov 11.035 inwoners, terwijl de gemeente Samokov 43.146 inwoners had. Gedurende twintigste eeuw steeg vooral het inwonersaantal van de stad Samokov, terwijl de dorpen in de gemeente Samokov te kampen hadden met een intensieve bevolkingsafname. Op 31 december 2019 telde de gemeente Samokov 34.735 inwoners, waarvan 25.016 in de stad Samokov en 9.719 verspreid over 27 dorpen op het platteland. 
| Jaar             | 1934   | 1946   | 1956   | 1965   | 1975   | 1985   | 1992   | 2001   | 2011   | 2019   |
| stad Samokov     | 11.035 | 13.218 | 16.748 | 21.611 | 25.756 | 27.678 | 28.608 | 27.546 | 26.589 | 25.016 |
| gemeente Samokov | 43.146 | 48.344 | 49.869 | 47.805 | 49.405 | 47.753 | 45.951 | 42.313 | 38.089 | 34.735 |

In 2011 werden er 4.447 kinderen tot de leeftijd van 15 jaar (16,7%) geteld in de stad Samokov, terwijl 18.485 personen tussen de 15-64 jaar oud waren (69,5%) en 3.657 personen van 65 jaar of ouder (13,8%). De gemeente Samokov had een oudere leeftijdsopbouw. Er werden 5.467 kinderen tot 15 jaar geteld (14,4%), gevolgd door 25.040 personen tussen de 15-64 jaar oud en 7.572 inwoners van 65 jaar of ouder (19,9%).

### Etnische samenstelling
In de optionele volkstelling van 2011 identificeerde 77% van de bevolking van de stad Samokov zichzelf als etnische Bulgaren. De grootste minderheid vormden de Roma (4.678 personen, oftewel 18,5%). Verder werden er 62 Bulgaarse Turken geteld (0,2%) en 1.078 ondefinieerbare respondenten (4,3%).

## Religie
In de volkstelling van 1 februari 2011 was het invullen van een geloofsovertuiging optioneel. Van de 38.089 mensen die werden geregistreerd bij de volkstelling van 2011 kozen 6.448 personen (17%) ervoor om hun religieuze overtuiging niet te specificeren. Onder de 31.641 respondenten had de Bulgaars-Orthodoxe Kerk de meeste aanhangers (24.880 personen, oftewel 79%). Daarnaast werden er relatief veel evangelische christenen geregistreerd, voornamelijk etnische Roma, alsmede personen zonder religieuze overtuiging.
|                              | Aantal | Percentage (%) | Percentage (%) |
| 38089                        | Totaal | Respondenten   |                |
| ---------------------------- | ------ | -------------- | -------------- |
| Bulgaars-Orthodoxe Kerk      | 24880  | 65,32          | 78,63          |
| Katholieke Kerk in Bulgarije | 60     | 0,16           | 0,19           |
| Protestantisme               | 1341   | 3,52           | 4,24           |
| Islam in Bulgarije           | 154    | 0,40           | 0,49           |
| Overig                       | 51     | 0,13           | 0,16           |
| Onkerkelijk                  | 985    | 2,59           | 3,11           |
| Onbekend                     | 4570   | 12,00          | 14,44          |
| Geen antwoord                | 6.448  | 16,93          | -              |

## Sport
De stad heeft een voetbalclub genaamd Rilski Sportist Samokov.

## Nederzettingen
De gemeente Samokov bestaat uit 28 nederzettingen: 1 stad en 27 dorpen.
| - Alino - Beltsjin - Beltsjinski Bani - Beli Iskar - Dolni Okol - Dospej - Dragoesjinovo | - Gorni Okol - Govedartsi - Goetsal - Jarebkovitsa - Jarlovo - Lisets (ontvolkt) - Kovatsjevtsi | - Madzjare - Mala Tsarkva - Maritsa - Popovjane - Prodanovtsi - Radoeil - Rajovo | - Relovo - Klisoera - Novo Selo - Sjipotsjane - Sjiroki Dol - Samokov (hoofdplaats) - Zlokoetsjene |

## Afbeeldingen

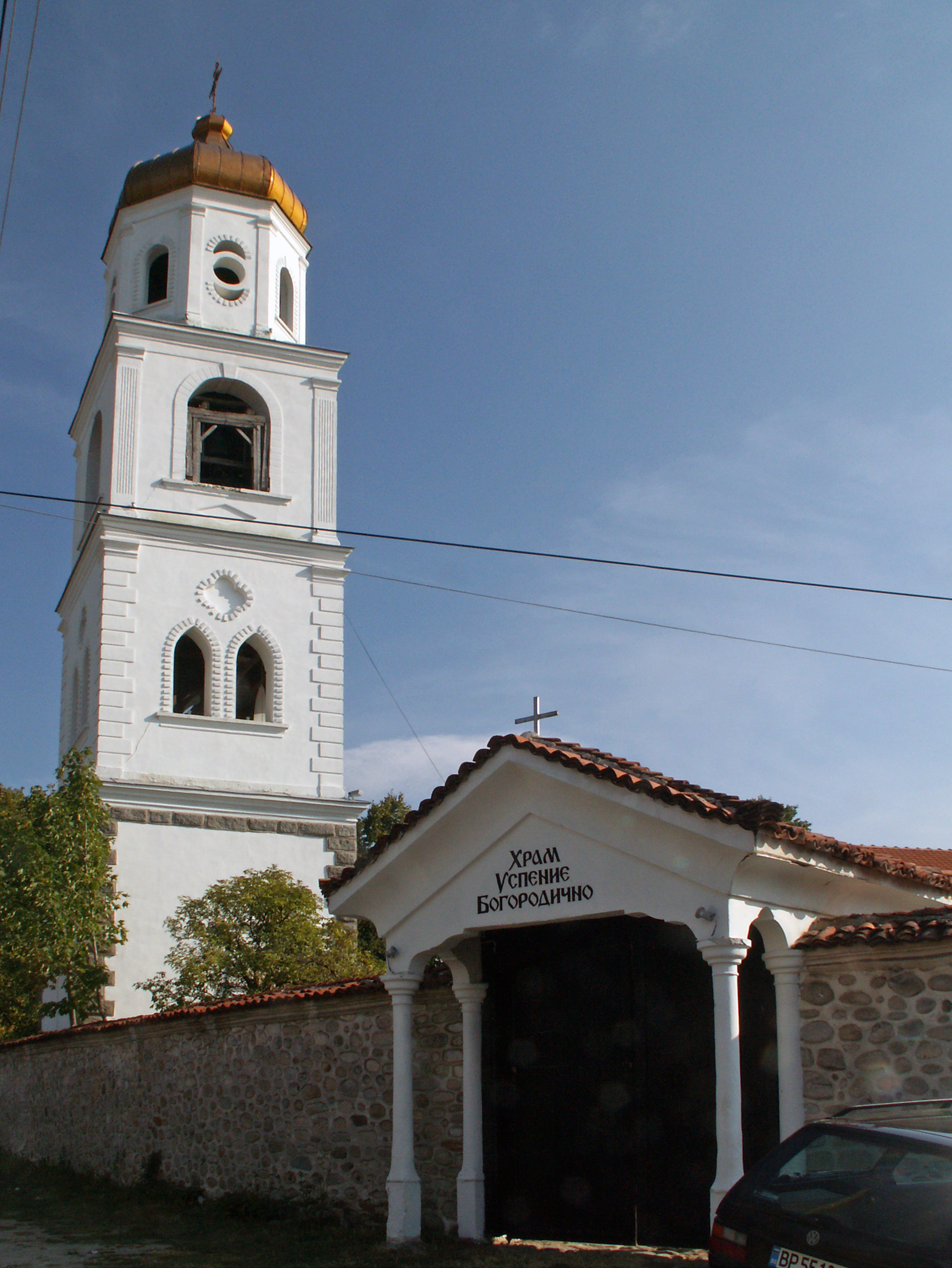
De kerk
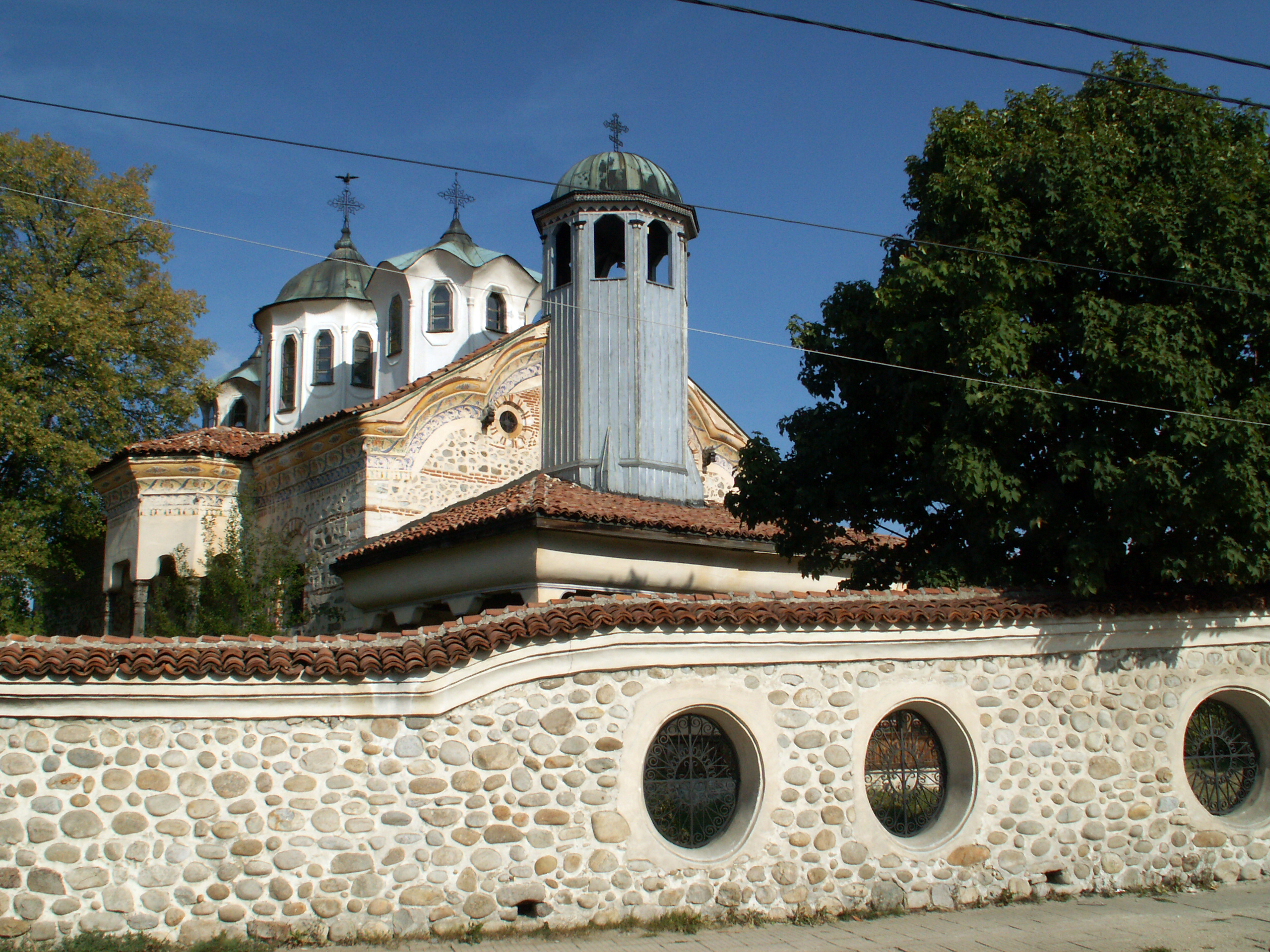
Sint Nicolaaskerk (gebouwd in 1861)
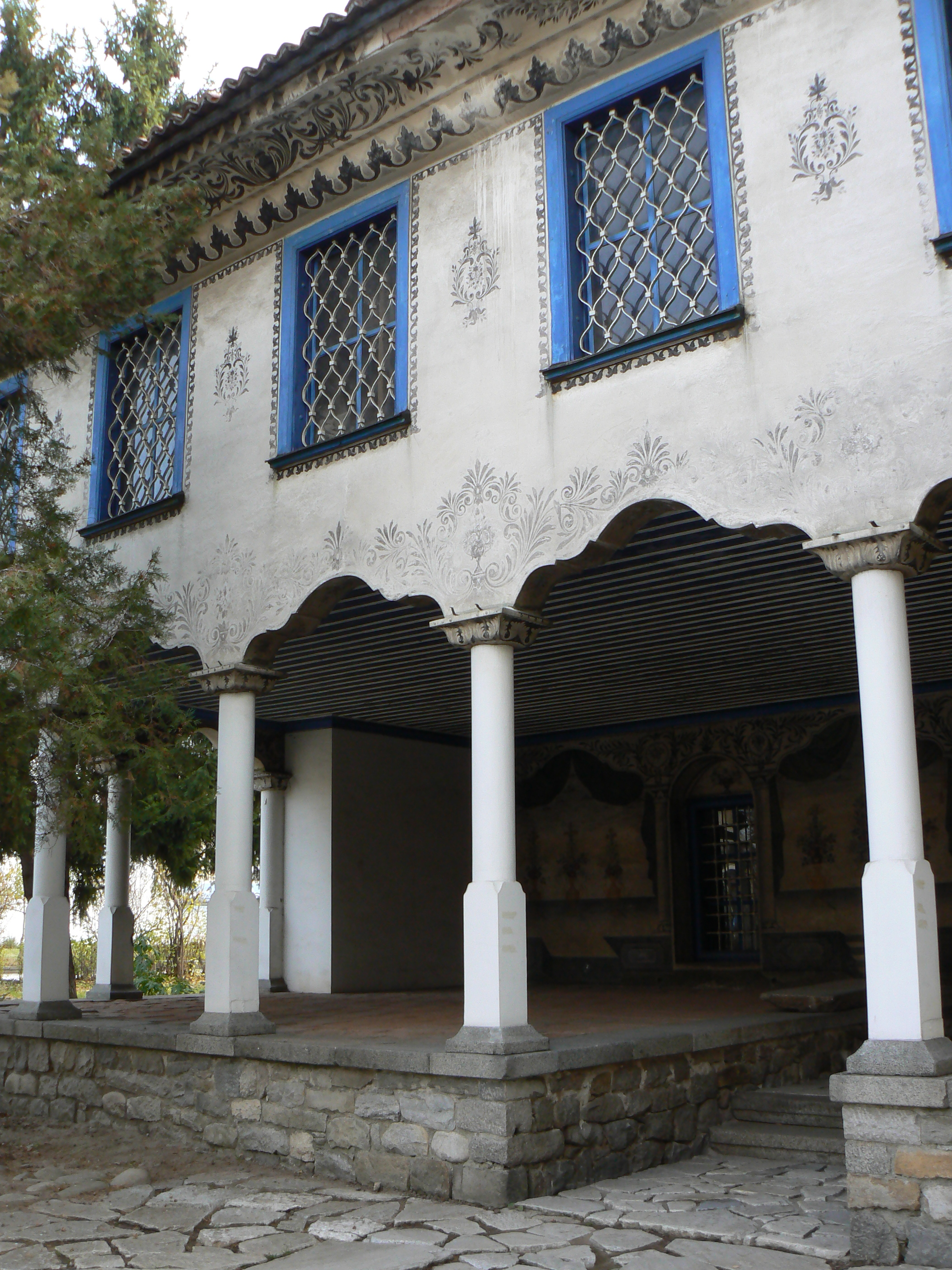
Moskee Bajrakli
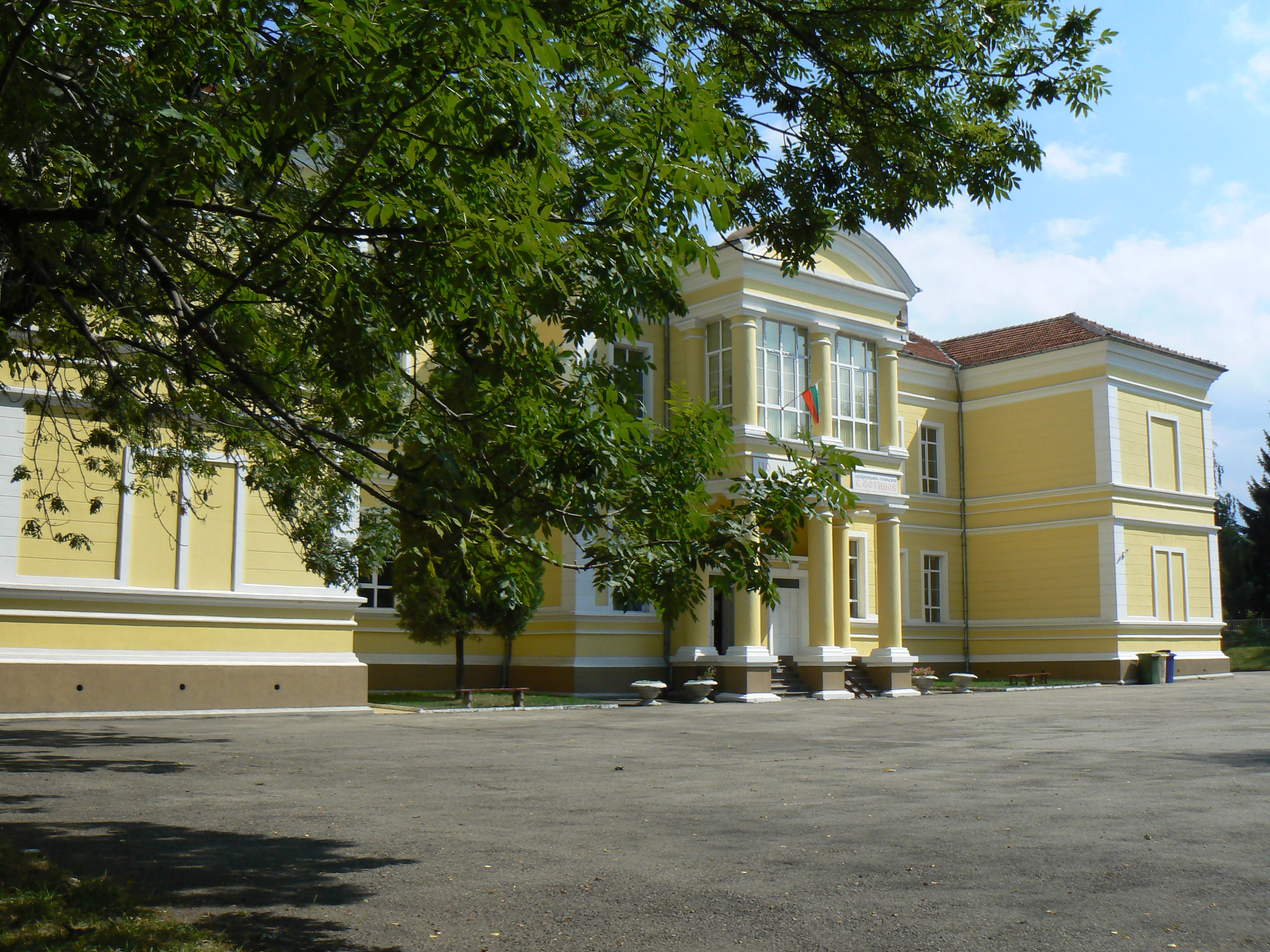
De school 'Konstantin Fotinov'
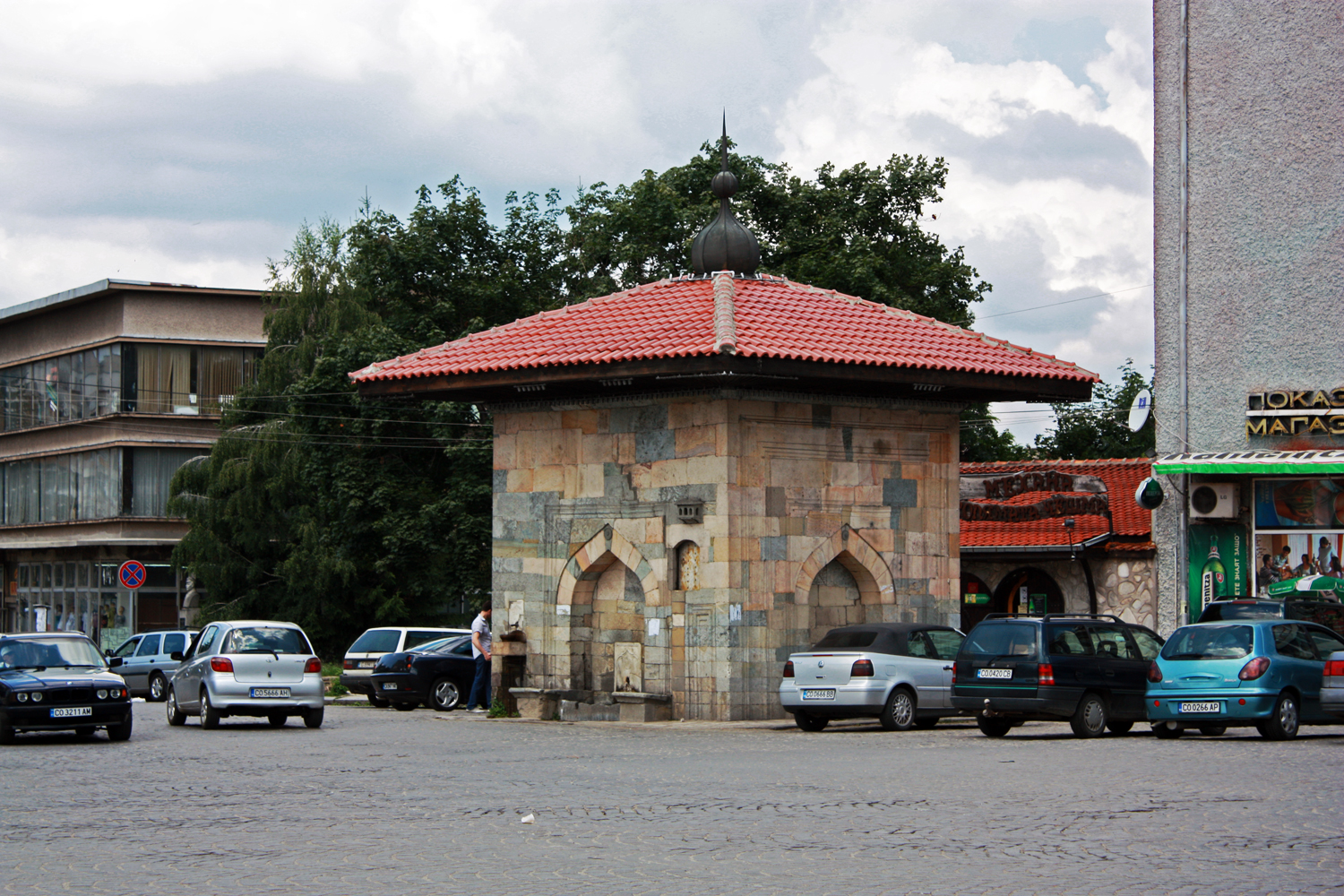
Fontein (gebouwd in 1660)

## Geboren
- Jordanka Fandakova (1962), politica
- Ivailo Yordanov (1968), voetballer
- Konstantin Dimitrov (1970-2003), crimineel
- Vladimir Zografski (1993), schansspringer

Anton ·
Bozjoerisjte ·
Botevgrad ·
Dolna Banja ·
Dragoman ·
Elin Pelin ·
Etropole ·
Godetsj ·
Gorna Malina ·
Ichtiman ·
Koprivsjtitsa ·
Kostenets ·
Kostinbrod ·
Mirkovo ·
Pirdop ·
Pravets ·
Samokov ·
Slivnitsa ·
Svoge ·
Tsjavdar ·
Tsjelopetsj ·
Zlatitsa